# Крупнокалиберный пулемёт Владимирова
Крупнокалиберный пулемёт Владимирова (КПВ, индекс ГРАУ — 56-П-562) — 14,5-мм крупнокалиберный пулемёт, разработанный в 1944 году под руководством С. В. Владимирова, и принятый на вооружение в 1949 году. Удачно сочетает в себе скорострельность станкового пулемёта с бронебойностью противотанкового ружья и предназначен для борьбы с легкобронированными целями, огневыми средствами и живой силой противника, находящейся за лёгкими укрытиями, а также в качестве зенитного пулемёта. Дульная энергия КПВ достигает 31 кДж (для сравнения, у 12,7-мм пулемёта Browning M2HB — 17 кДж, у 20-мм авиационной пушки ШВАК — около 28 кДж). Наряду с китайским QJG-02, германским MG 151 и чехословацким ZB-60, является одним из самых мощных пулемётов из когда-либо использовавшихся вооружёнными силами.

## История создания
В 1944 году С. В. Владимиров начал разработку 14,5-миллиметрового пулемёта на базе созданной в 1943 году 20-мм авиапушки В-20, проигравшей конкурс Б-20. Заводские испытания начаты в ноябре, прошёл войсковые испытания в 1944, тогда же начато малосерийное производство на заводе в Коврове. Недостатки универсальных станков задержали принятие пулемёта на вооружение, и полигонные испытания системы прошли только в мае 1948 года. В пулемёты КПВ, изготовленные после 1955 г., был введен ряд конструктивных изменений.
Десятилетиями по настоящее время бронемашины стран НАТО разрабатываются с учётом воздействия по ним КПВТ, который является стандартным оружием, например, БТР-80.

## Устройство и принцип работы
КПВ относится к автоматическому стрелковому оружию длительной непрерывной стрельбы. Его автоматика работает за счёт использования энергии отдачи ствола при коротком ходе. Запирание осуществляется поворотом и сцеплением боевой личинки затвора непосредственно с насадной муфтой ствола, в результате чего ствольная коробка при выстреле оказывается разгруженной.
Отпирание и запирание, а также сообщение при выстреле остову затвора скорости отхода обеспечивает ускоритель копирного типа. Ударник жестко закреплён в остове затвора и накалывает капсюль патрона при доходе подвижных частей под действием возвратно-боевой пружины в крайнее переднее положение. Спусковой механизм обеспечивает ведение только непрерывной стрельбы. Питание пулемёта патронами производится из металлической ленты. Механизм подачи ленты — ползункового типа, приводится в действие от двигателя, связанного с затвором. Извлечение гильзы осуществляется боевой личинкой, отражение гильзы — подачей последующего патрона; отражение последней гильзы происходит за счет дополнительного поворота рычага подачи при взаимодействии его с защёлкой рычага. Пулемёт снабжен буфером затвора, смонтированном в затыльнике.
Боевая скорострельность: 70—90 выстрелов в минуту, техническая — до 600.

## Модификации

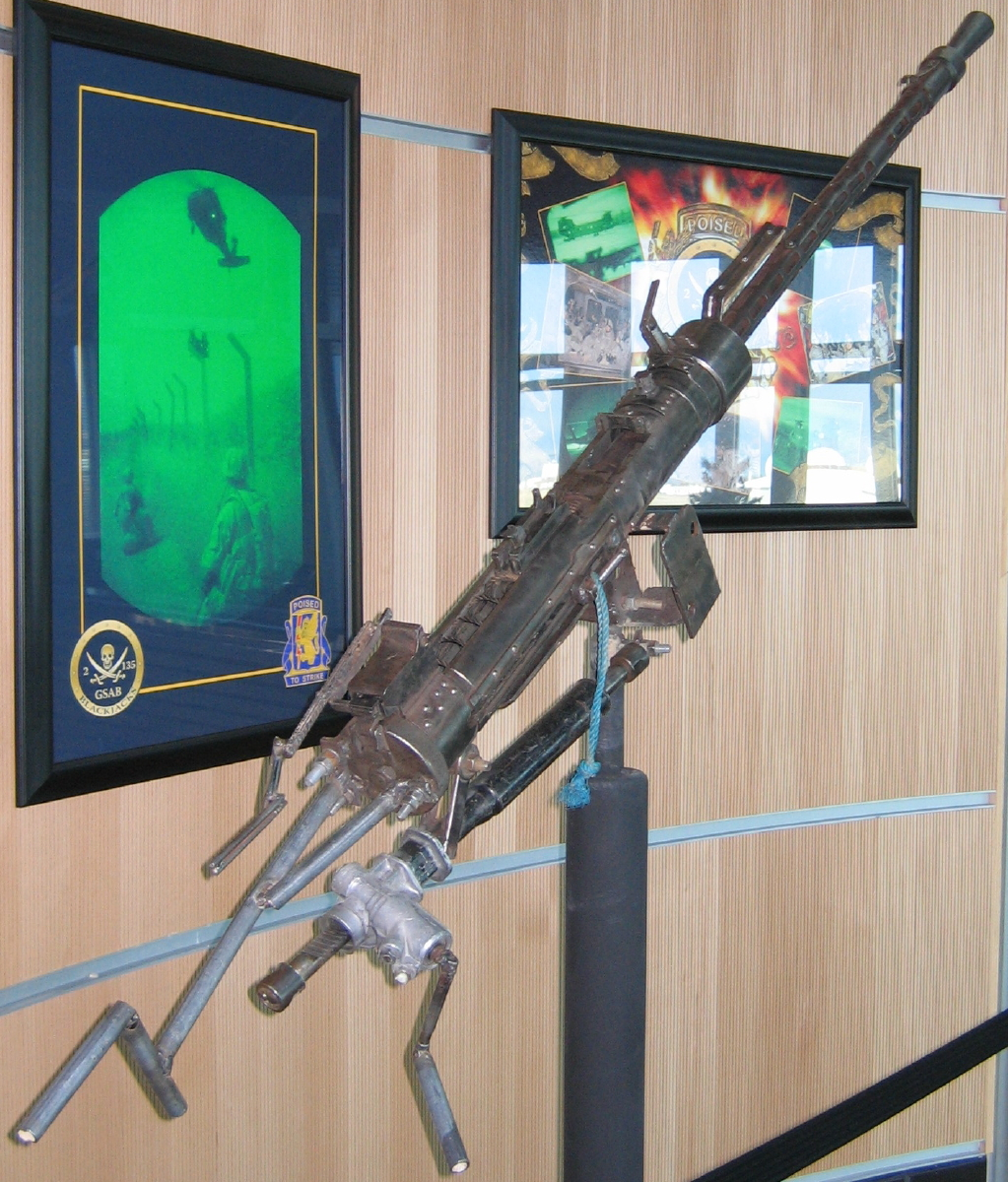
14,5-мм пулемёт КПВТ.

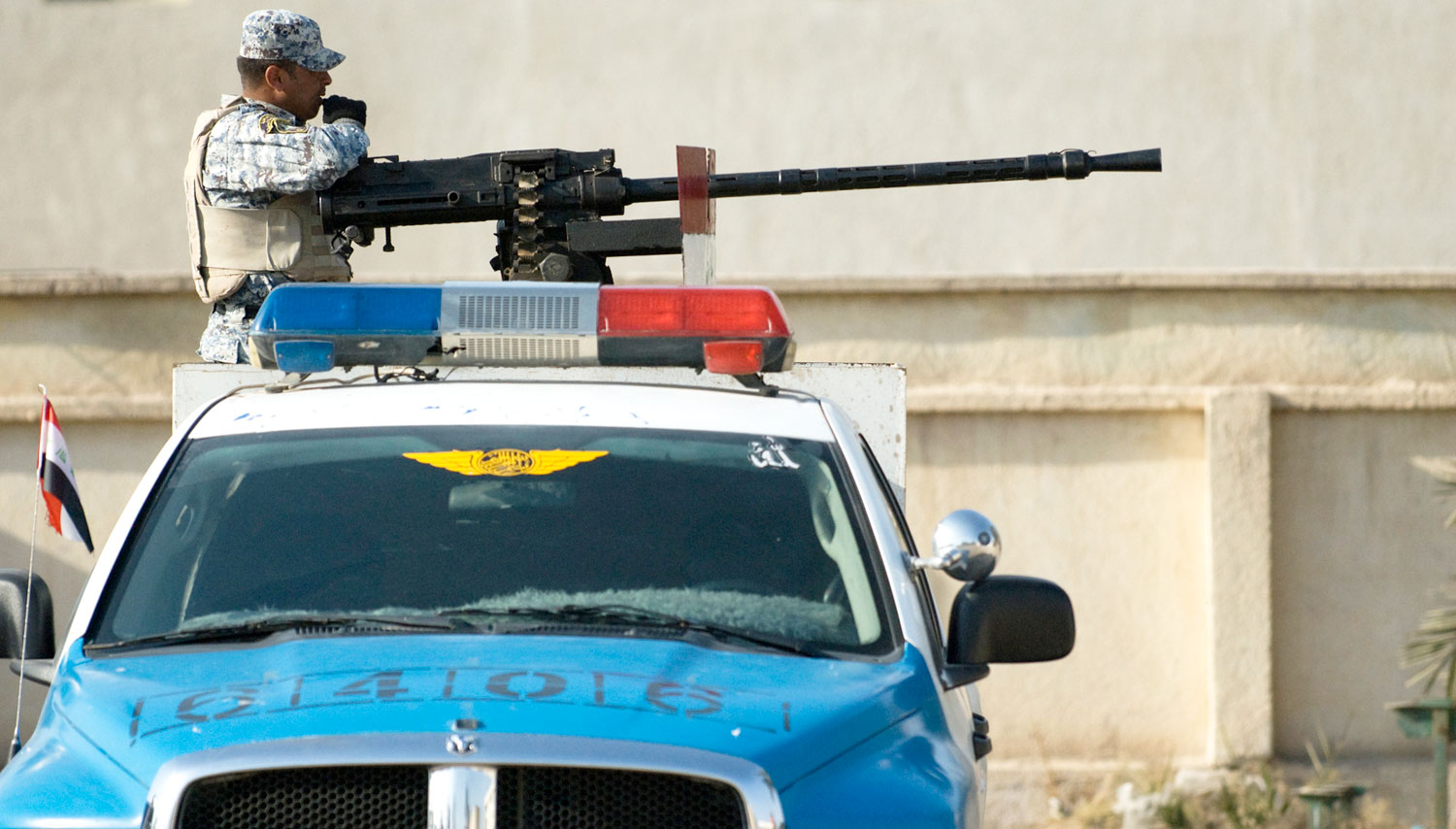
Техничка иракской полиции с КПВТ.

### Танковый
Для установки на транспортные средства был разработан вариант КПВТ (танковый, индекс ГРАУ — 56-П-562Т). По сравнению с пулемётом КПВ, танковый вариант имеет конструктивные особенности, обусловленные спецификой его использования в бронетанковой технике. Отпирание и запирание производится поворотом затвора. Для дистанционного управления огнём пулемёт снабжён электроспуском, действующим от аккумуляторной батареи, и имеет импульсный счетчик выстрелов, для дистанционного управления заряжанием и перезаряжанием — механизм пневмозарядки, действующий от баллона со сжатым воздухом, для отражения стреляных гильз вперед и отвода их за пределы башни танка — гильзоотводом. В целях повышения жесткости кожуха и возможности замены ствола без свинчивания поршня, диаметр кожуха увеличен. Открытых прицельных устройств пулемёт не имеет, его наводка осуществляется с помощью оптического прицела.

### Корабельные
Существовали морские станковые КПВТ, а также зенитные установки весом до 2100 кг, вес станкового КПВТ с лентой патронов составляет 160 кг.

#### 2М-5…2М-7
14,5-мм корабельная пулемётная установка 2М-7 образца 1951 года
Спаренные 14,5-мм пулемётные установки модификаций 2М-5…2М-7 были приняты на вооружение ВС СССР в 1951—1952 годах, и до настоящего времени состоят на вооружении ВМФ и других силовых структур России, а также на вооружении военно-морских сил ряда стран мира (в скобках указаны года принятия на вооружение):
- 2М-5 (1952) — палубная турельная установка с горизонтальным расположением стволов для оснащения торпедных катеров проектов 123бис и 184;
- 2М-6/6Т (1952) — палубная башенная установка с горизонтальным расположением стволов для оснащения бронекатеров проектов 191М, 192 и части артиллерийских катеров проекта 1204. Установка выпускалась в 2-х вариантах, основным различием которых была толщина двухслойной брони корпуса башни (в обоих вариантах толщина брони крыши башни составляла 10 мм, расстояние между броневым экраном и корпусом башни — не менее 100 мм):
  - 2М-6 — стандартный вариант с толщиной брони: корпус башни — 7 мм, броневой экран — 7 мм,
  - 2М-6Т — утяжелённый вариант с толщиной брони: корпус башни — 8 мм, броневой экран — 14 мм;
- 2М-7 (1951) — палубная тумбовая установка с вертикальным расположением стволов для оснащения патрульных катеров проектов 1400 и 368П, катеров-тральщиков проектов 151, 361T и др.

#### 14,5-мм МТПУ

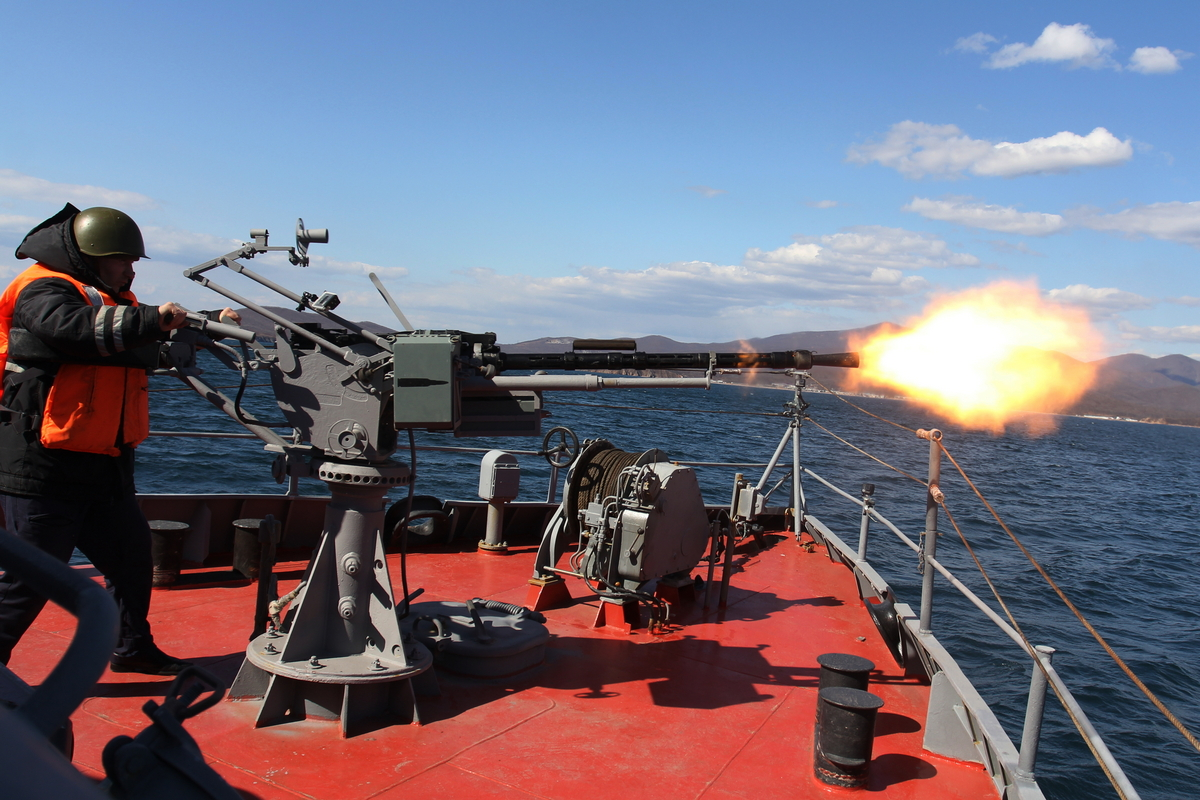
14,5-мм морская тумбовая пулемётная установка (14,5-мм МТПУ).

14,5-мм морская тумбовая пулемётная установка (14,5-мм МТПУ) предназначена для борьбы с надводными, береговыми и воздушными легкобронированными целями. Она устанавливается на тумбе-лафете на палубах боевых кораблей и катеров (проектов 22100, 12150 и др.), и обеспечивает поражение надводных и береговых целей на дальностях до 2000 м при высоте до 1500 м.
Для стрельбы по надводным, береговым и воздушным целям применяются патроны с бронебойно-зажигательной пулей Б-32, бронебойно-трассирующей пулей БЗТ и зажигательной пулей мгновенного действия МДЗ.

### Импровизированные
КПВ и его модификации нередко попадали в руки противника в том виде, в котором он не мог их применять по назначению (танковые, зенитные и тому подобные), они переделывались в пехотные кустарным способом (так, например, среди афганских моджахедов КПВ и его модификации получили название «Зикрат»).

## Боеприпасы
14,5 × 114 мм — патрон для крупнокалиберных пулемётов и противотанковых ружей. Разработан в 1938 году с бронебойной пулей Б-32, принят на вооружение в 1941 году, в том же году выпущен с пулей БС-41 с металлокерамическим сердечником. Первоначально создавался для противотанковых ружей, но позднее (с 1944 года) стал боеприпасом для пулемётов КПВ и КПВТ, использованных для вооружения бронетранспортёров, начиная с БТР-60 до БТР-80 и БТР-82, БРДМ-2, в зенитно-пулемётных установках и др.
КПВТ имеет высокие показатели бронепробиваемости, для Б-32 (патрон 14,5 × 114 мм обр. 1941 г., индекс 57-Б3-561С) и для БС-41 (с бронебойно-зажигательной пулей с металлокерамическим сердечником весом — 63,5 г). Эти показатели составляют по нормали 20 и 21,2 мм гомогенной брони с дистанции 800 метров. Часто указываемые 20 мм для дальности 500 м имеют в виду или патрон 12,7 × 108 мм с пулей Б-32 или оружие с более коротким стволом и иной конструкцией дульного тормоза и даже пулю меньшего калибра при одинаковой конструкции собственно пули. При стрельбе Б-32 7,62 × 54 мм из СВД новейшая бронеплита при толщине 8 мм выдерживает выстрел с дистанции 100 метров. При этом следует указать, что эти боеприпасы имеют одинаковое краткое название Б-32, не имея почти ничего общего. Кроме того, конкретный эквивалент гомогенной брони различных бронепреград под действием конкретного боеприпаса практически всегда является государственной тайной. Разночтения также возможны по причине отсутствия точных данных о конкретных свойствах бронепреграды (сталь или алюминий, и какие металлы в каких пропорциях добавлены для легирования брони (известно значительное количество различных вариантов с похожим по толщине эквивалентом гомогенной брони), высокой твёрдости или вязкости броня, обрабатывалась ли броня механически (литая или катанная), и ряд других свойств). Для БС-41 бронепробитие достигает по нормали 40 мм с дистанции 100 метров при условии стрельбы из противотанкового ружья. По данным телеканала «Россия-2», на дальности 500 метров КПВТ пробивает броню 32 мм. Дальность полёта пули 7—8 км с высокой убойной силой на всём протяжении полёта, максимально 9 км. Начальная скорость до 1000 м/с. Патрон с зажигательной пулей мгновенного действия — 14,5-мм МДЗ (7-3-1) создавал в обшивке самолёта отверстие диаметром до 400 мм. Использовалась модификация патрона с химической капсулой в пуле, при помощи которой выводились из строя экипажи танков.

## Производство
- Россия: производится компанией «Завод имени Дегтярёва»[21];
- Румыния: производится компанией «Куджирский механический завод»[22];
- Китай: производился под индексом Тип 58, Тип 75-1, Тип 80[23].